# Эвакуационный пункт
Эвакуационный пункт — объект (группа объектов) для приёма и размещения населения, эвакуируемого из зоны чрезвычайной ситуации или боевых действий с единым органом управления.
В Советской военной энциклопедии эвакуационный пункт — совокупность медицинских учреждений, развёртываемых в военное время для оказания специализированной медицинской помощи и подготовки к эвакуации раненых и больных.
Впервые были созданы во время Русско-турецкой войны 1877—1878 годов под названием эвакуационные комиссии. Во время Первой мировой войны 1914—1918 годов в Русской армии такие учреждения называли эвакуационными пунктами. В период Великой Отечественной войны в состав эвакуационных пунктов обычно включались: управление, эвакуационные госпитали различного профиля, санитарный транспорт, прачечно-дезинфекционный отряд, склады, военно-врачебная комиссия.
В 1941—1945 гг. было сформировано около 400 эвакуационных пунктов с различным наименованием, включавших более 6000 эвакуационных госпиталей.
Классификация эвакуационных пунктов:
- полевые эвакуационные пункты
- фронтовые эвакуационные пункты
- местные эвакуационные пункты
- распределительные эвакуационные пункты[1]

За немногим исключением, эвакуационные пункты имели сплошную нумерацию. Кроме того, свою сплошную нумерацию имели головные эвакуационные пункты, головные отделения эвакуационных пунктов и эвакоприемники. Общепринятые сокращения:
- ВЭП — вспомогательный эвакуационный пункт;
- ГОПЭП — головное отделение полевого эвакуационного пункта;
- ГПЭП с ЭП — головной полевой эвакуационный пункт с эвакоприемником;
- МЭП — местный эвакуационный пункт;
- ПЭП — полевой эвакуационный пункт;
- РЭП — распределительный эвакуационный пункт;
- УВЭП — управление вспомогательного эвакуационного пункта;
- УГОПЭП — управление головного отделения полевого эвакуационного пункта;
- УГПЭП с ЭП — управление головного полевого эвакуационного пункта с эвакоприемником;
- УМЭП — управление местного эвакуационного пункта;
- УПЭП — управление полевого эвакуационного пункта;
- УРЭП — управление распределительного эвакуационного пункта;
- УФЭП — управление фронтового эвакуационного пункта;
- ФЭП — фронтовой эвакуационный пункт;
- ЭП — эвакоприемник.